# Marta Wieczyńska
Marta Wieczyńska (ur. 18 maja 1998 w Toruniu) – polska koszykarka występująca na pozycjach rozgrywającej, rzucającej lub niskiej skrzydłowej, obecnie zawodniczka Energa Toruń.

## Osiągnięcia
Stan na 5 października 2019, na podstawie, o ile nie zaznaczono inaczej.
Drużynowe
- Uczestniczka rozgrywek Euroligi (2014/15)

Reprezentacja
- Uczestniczka mistrzostw Europy U–16 dywizji B (2014)